# Tóth Páll Miklós
Tóth-Páll Miklós (Marosvásárhely, 1944. április 11.– ) erdélyi magyar színész, rendező, a Harag György Társulat örökös tagja, az Ady Endre Társaság elnöke.

## Életpálya
Szakmai tanulmányait ugyanitt, a Szentgyörgyi István Színművészeti Intézetben végezte 1964 és 1968 között. 1968-ban szerződött a Szatmárnémeti Északi Színházhoz. 2010-es nyugdíjazásáig a Harag György Társulat tagja. 
A Magyar színházművészeti lexikon jellemzése szerint intellektuális beállítottságú színész, különböző karakterszerepekben markáns alakításokkal hívja fel magára a figyelmet. 
A nyolcvanas évektől kezdődően rendezői feladatokra is vállalkozik. A kétezres években egyre aktívabban vesz részt a színház keretein kívüli művelődésszervezésben is. Megalapította az Ady Endre Társaságot, melynek máig elnöke. A társaság fő célja kiadványok létrehozása, ünnepi műsorok, rendezvények szervezése, a magyar kultúra ápolása.

## Szerepei

### Fontosabb szerepei a Harag György Társulatnál
- Nae Ipingescu (Caragiale: Zűrzavaros éjszaka)
- Augustin Ferraillon (Feydeau: Bolha a fülbe, r. Árkosi Árpád)
- Konc bácsi (Rideg Sándor-Timár Péter: Indul a bakterház, r. Árkosi Árpád)
- Tubal zsidó, Shylock barátja (Shakespeare: A velencei kalmár, r. Parászka Miklós)
- Szódás Karesz, kocsmáros (Háy János: A Senák, r. Lendvai Zoltán)
- Geizlinger (Hamvai Kornél: Márton partjelző fázik, r. Árkosi Árpád)
- Nicola bácsi (Eduardo De Filippo: Belső hangok, r. Alexandre Colpacci)
- Giles Corey (Boszorkányhajsza, Arthur Miller Salemi boszorkányok című műve alapján, r. Uray Péter)
- Swartz, fogadós Pestről (Szigligeti Ede: Liliomfi, r. Árkosi Árpád)
- Cléante, Orgon sógora (Molière: Tartuffe, r. Kövesdy István)
- Papa (Móricz Zsigmond: Búzakalász, r. Parászka Miklós)
- Alfréd (Karácsony Benő-Kisfalussy Bálint: Rút kiskacsa, r. Mihalache Andrei)
- Gajev (Csehov: Cseresznyéskert, r. Árkosi Árpád)
- Detektív (Presser-Sztevanovity-Horváth: A padlás, r. Horányi László)
- Gottfried van Swieten báró (Shaffer: Amadeus, r. Kövesdy István)
- Baradlay Kázmér (Jókai Mór: A kőszívű ember fiai, r. Parászka Miklós)
- Egeus (Shakespeare: Szentivánéji álom, r. Árkosi Árpád)
- Csorja Ambrus (Tamási Áron: Ősvigasztalás, r. Parászka)
- Kurt (Strindberg: Ezüstlakodalom, a Haláltánc című dráma alapján)
- Kardics (Móricz Zsigmond: Rokonok, r. Parászka Miklós)
- Kund Ottó, Homály (Tamási Áron: Csalóka szivárvány, r. Parászka Miklós)
- Raymond (Pataki Éva: Edith és Marlene, r. Parászka Miklós, Bessenyei István)
- A gróf (Molnár Ferenc: Úri divat)
- Elnök (Eisemann-Békeffi-Halász: Egy csók és más semmi, r. Parászka Miklós)
- Tronkai Venczel báró (Sütő András: Egy lócsiszár virág- vasárnapja)
- Antonio (Shakespeare: A vihar, r. Parászka Miklós)
- Oszkár (Méhes György: Egy roppant kényes ügy)
- Ariste, Chrysale öccse (Molière: Tudós nők)
- Vagin (Gorkij: A nap fiai)
- Szoljonij (Csehov: Három nővér)
- Torzonborz (Marton Lili-Gyöngyösi Gábor: Taligás király)
- Báró (Gorkij: Éjjeli menedékhely)
- Damis (Molière: Tartuffe)
- István (Karácsony Benő-Kisfalussy Bálint: Rút kiskacsa)
- Fischer (Kocsis István: Megszámláltatott fák)
- Krisztyán Tódor (Jókai Mór: Az aranyember)
- Tamás (Méhes György: 33 névtelen levél)

### Filmszerep
- Tamási Áron: Ábel a rengetegben

## Rendezései
- Köntös Szabó Zoltán: Lakon háza
- Karácsony Benő- Gyöngyösi Gábor: Sohasem késő
- Fejes Endre: Jó estét nyár, jó estét szerelem
- Fodor Sándor: Csipike, Csipike és Tipetupa
- Romhányi József: Hamupipőke
- Csukás István-Bergendi István: Mesélj, Münchausen
- Egressy Zoltán: Sóska, sültkrumpli
- Csokonai Vitéz Mihály: Özvegy Karnyóné s a két szeleburdiak
- Félnótás kabaré szilveszterre, avagy a dürrögő gyászhuszár
- Haccacáré kabaré

### Pódiumműsorok
- Levelek Anna Maijához (Gellért Sándor emlékműsor)
- Te vagy a szabadító
- Több is veszett Mohácsnál
- Szent István öröksége

## Díjak, elismerések
- Harag György Emlékdíj (1995)
- Nádai István Emlékplakett (2005)
- A Magyar Érdemrend lovagkeresztje (2020)